# Hemaris thysbe
Hemaris thysbe  (лат.) — вид бабочек рода шмелевидки из семейства Бражники (подсемейство Macroglossinae). Канада и США. Встречаются от Аляски и канадских Северо-Западных территорий и Британской Колумбии до Флориды и Техаса.

## Описание
Размах крыльев около 4—6 см. Грудь покрыта золотисто-оливковыми волосками. Крылья красно-коричневые. Внешне напоминают шмелей (брюшко сверху пушистое, усики веретеновидные). Крылья коричневатые.  Пьют нектар не садясь на цветки, а зависают возле них в воздухе.

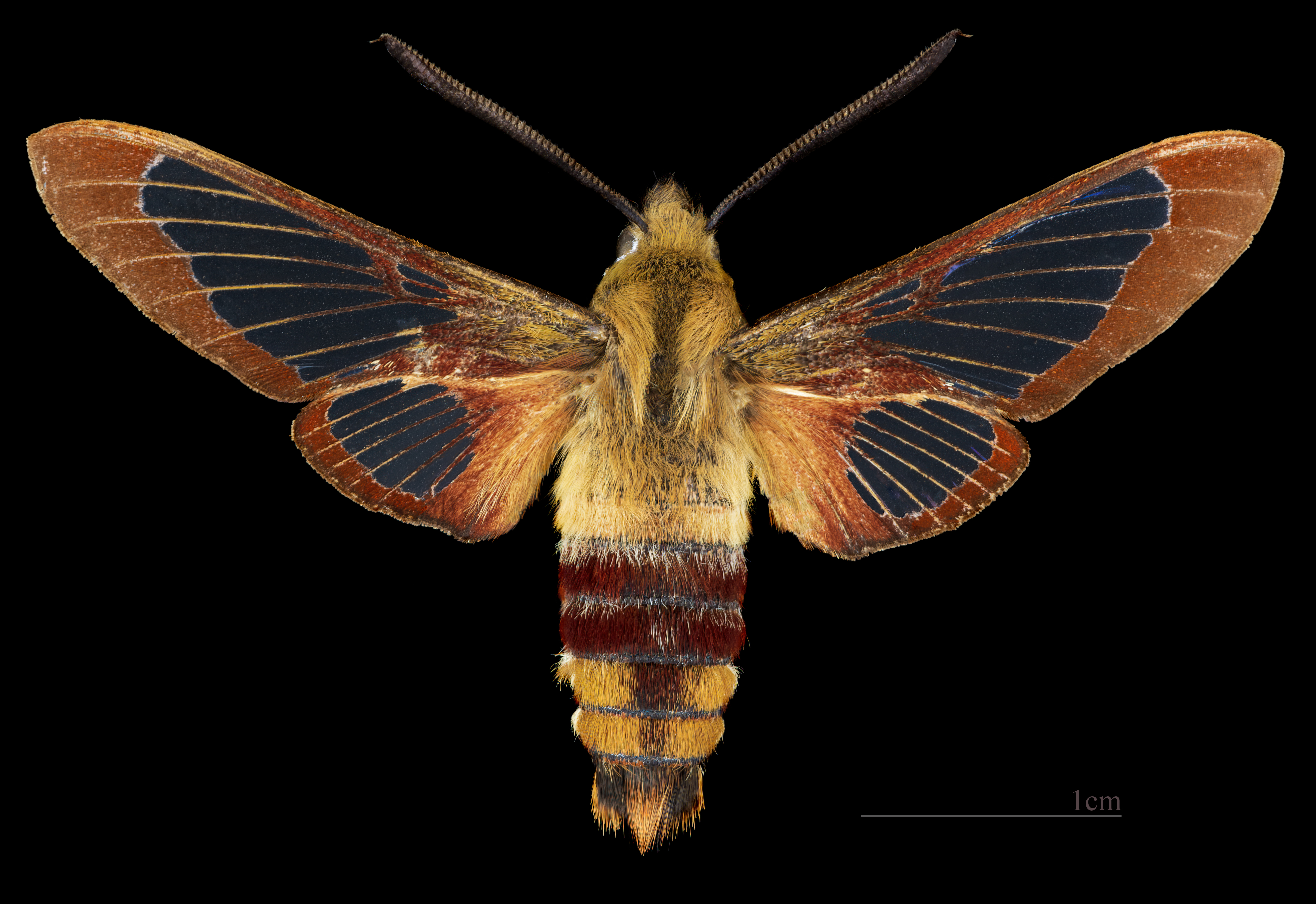
Hemaris thysbe ♂
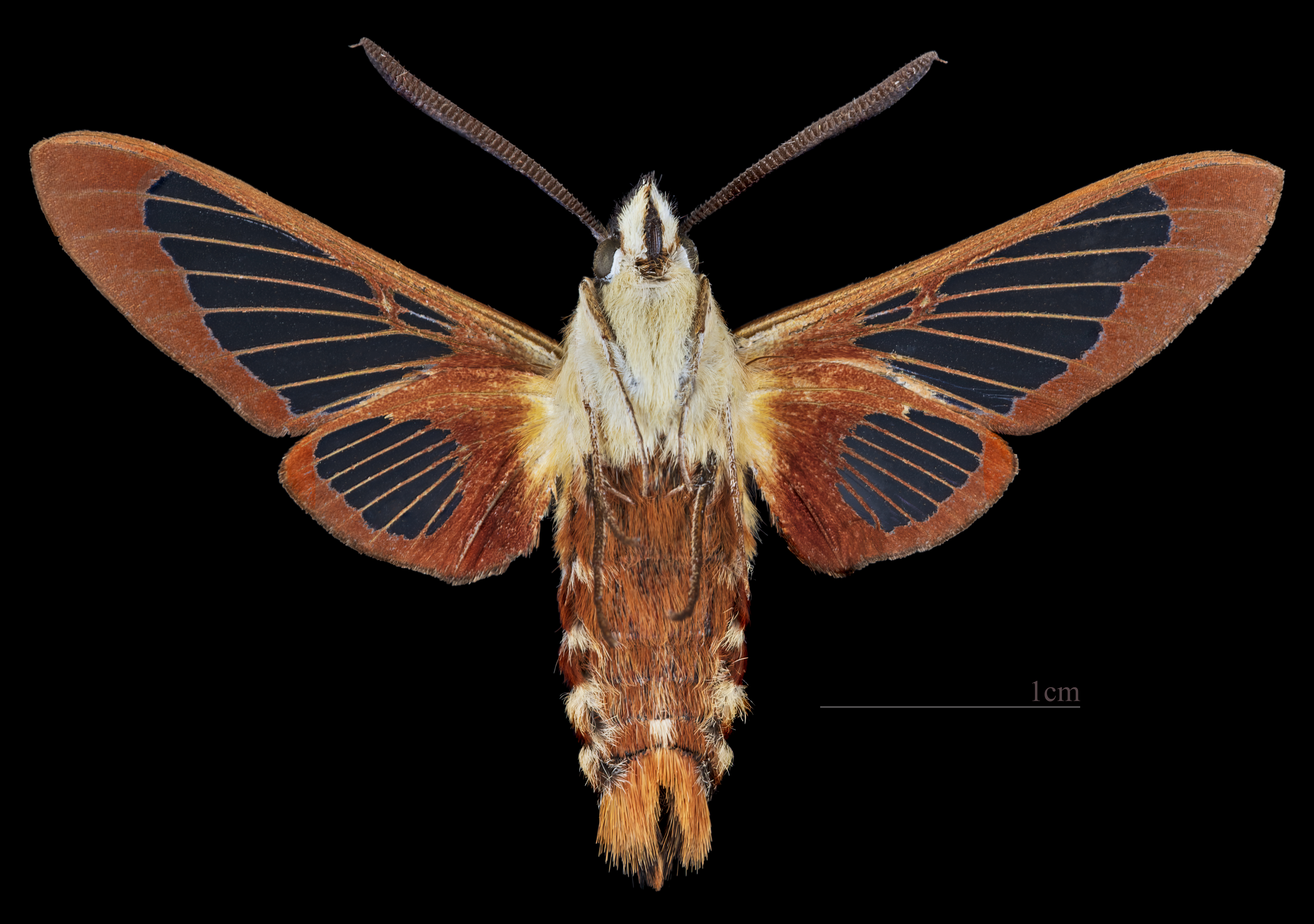
Hemaris thysbe ♂  △
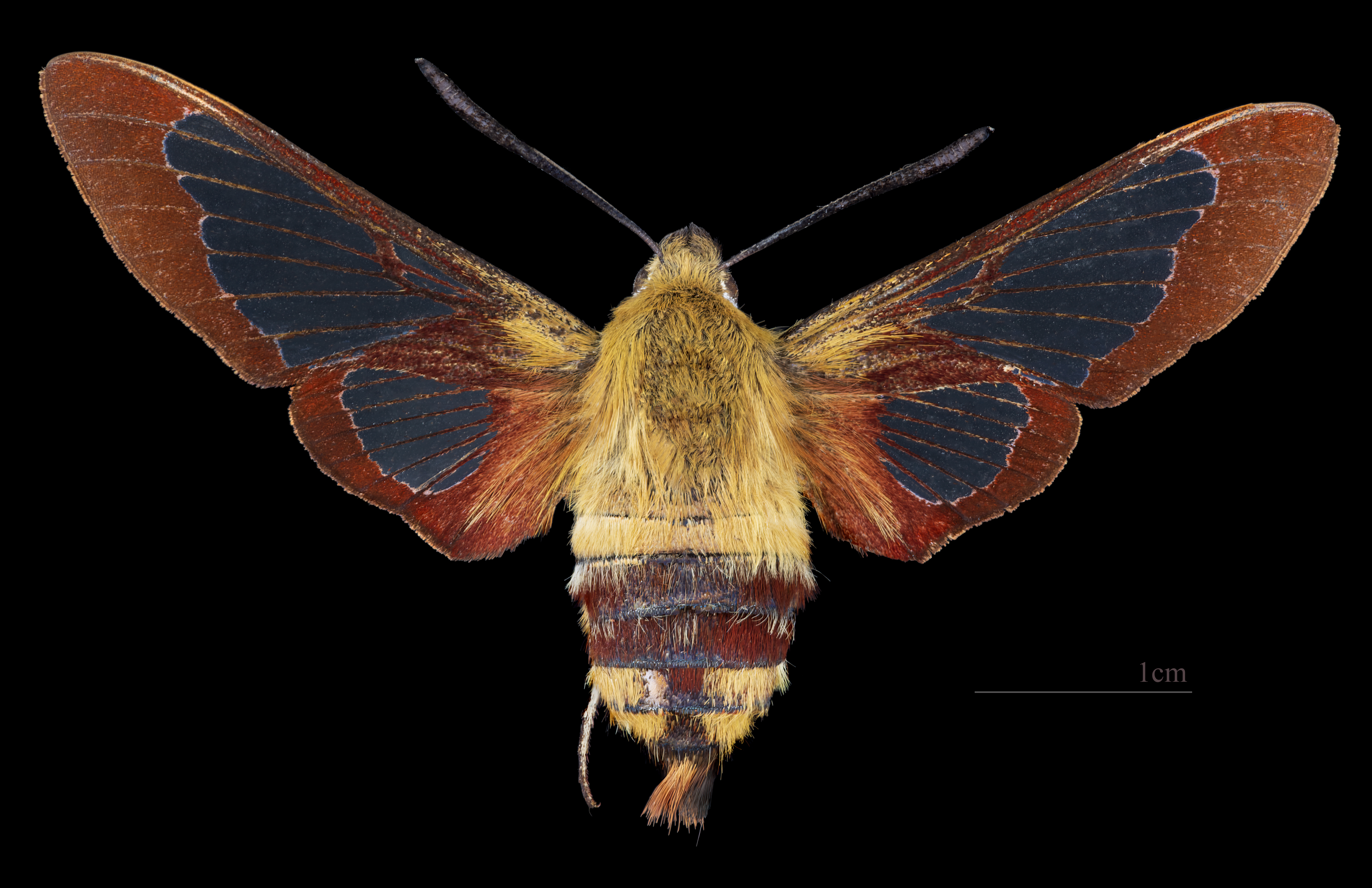
Hemaris thysbe ♀
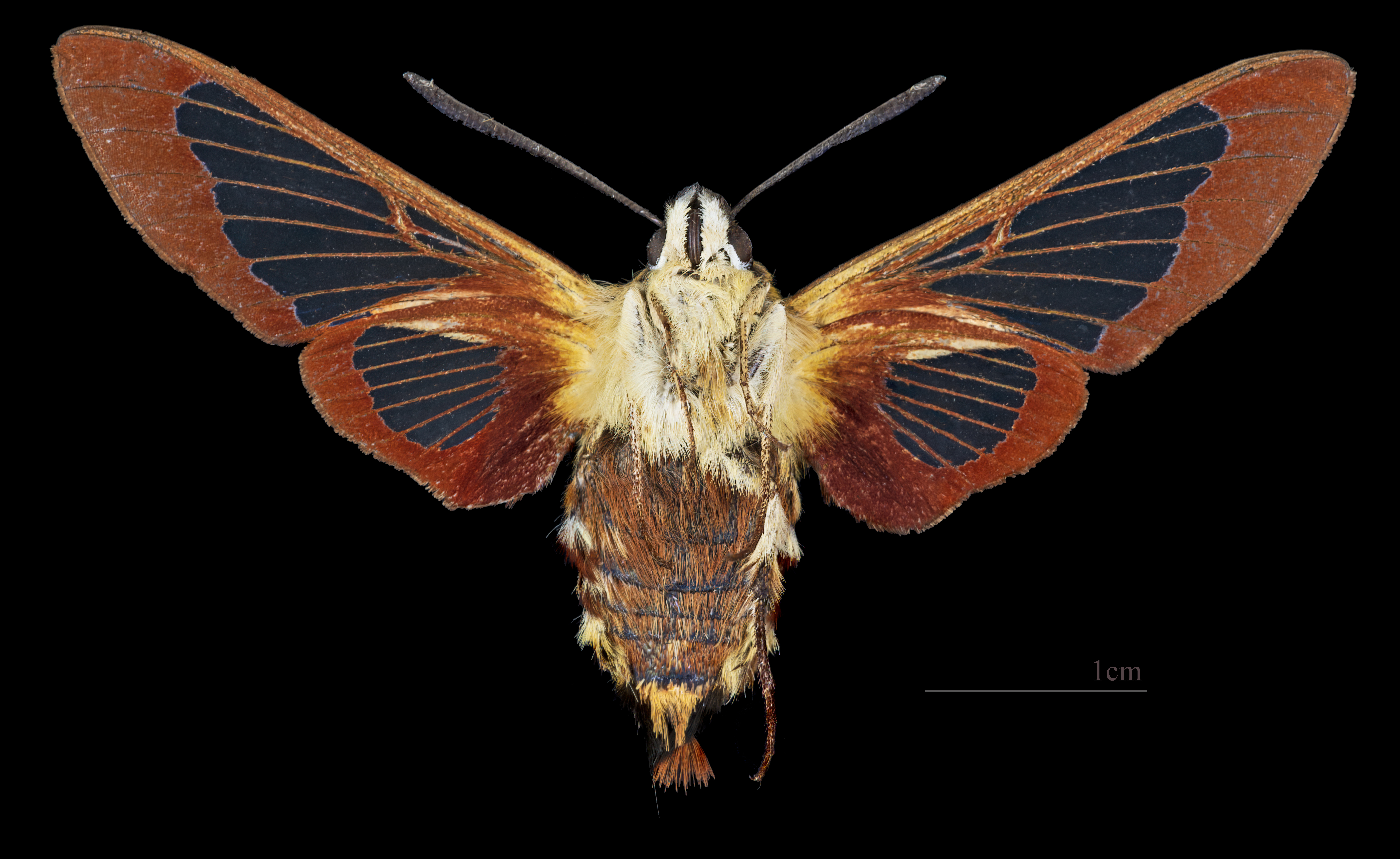
Hemaris thysbe ♀ △

Гусеницы питаются на растениях родов жимолость (Lonicera), снежноягодник (Symphoricarpos), боярышник (Crataegus), вишня, слива, а также на калине обыкновенной (Viburnum opulus). Окукливание происходит в подстилочном слое на земле. В южных популяциях бывает два поколения в год (март-июнь; август-октябрь)
.